# Matías Estévez
Matías Daniel Estévez (6 de noviembre de 1994, Buenos Aires, Argentina) es un reconocido atleta argentino de jiu-jitsu brasileño.
Estévez ha sido dos veces campeón de AJP South America Continental Pro de Jiu-jitsu brasileño de AJP (Abu Dhabi Jiu-Jitsu Pro) y 3.er puesto de AJP World Pro.
Actualmente, Matías se reside en Madrid, España, siendo instructor en la academia Círculo de Jiu Jitsu.

## Antecedentes
Nacido en la Ciudad Autónoma de Buenos Aires, Matías probó varios deportes diferentes debido a que era un niño inquieto. Sus padres buscaban algo para aprovechar su energía, así que mientras sus dos hermanos mayores (Fernando y Javier) practicaban otros deportes (básquet y hockey sobre patines) en el club River Plate, lo hicieron probar fútbol, básquet, vóley, karate, taekwondo, judo y un par de cosas más como artes cerámicas pero no le cabió bien ninguna. Se aburría muy rápido o se comportaba mal. Por suerte una de esas cosas que se enganchó fue el hockey sobre patines. Empezó a jugar con su hermano en el club, y jugó durante mucho tiempo hasta que lo dejó cuando tenía unos 12 años. 
A los 12 años, Matías empezó a jugar el balonmano, y competía a nivel escolar durante todo la secundaria, hasta que se cumplió los 18 años.
Su equipo no era el mejor, pero se esforzaron mucho, por eso siempre dice que esta experiencia fue la que lo convirtió en alguien que aprendió a disfrutar las victorias y las pérdidas, y aprender de ellas.
Matías miraba MMA como hobby, especialmente Strikeforce en la televisión. En esta época uno de sus amigos practicaba Muay Thai, por lo cual le preguntó si conocía algún otro tipo de artes marciales que se podía practicar en Argentina, y le recomendó el Jiu-jitsu brasileño. Seguía investigando hasta que encontró su primera academia.
En noviembre de 2011, a los 17 años, Matías empezó a entrenar Jiu-Jitsu en la Academia 360 del barrio Belgrano, Buenos Aires.
Su primer instructor fue Eduardo Amarante, quien lo graduó a cinturón azul. En esa academia Matías conoció a Pablo Lavaselli, Joaquín Rodríguez, Lucas Galbusera y otros practicantes famosos en futuro del ambiente. Debido a algunas diferencias con su profesor, Matías, Pablo y Joaquín decidieron irse del equipo y comenzaron a entrenar en la cochera de casa de Pablo, donde pasaron incontables horas entrenando y analizando luchas. También invitaron a gente de otras academias a entrenar ahí. En esta época, conocieron a Eduardo Duarte y Miguel Ángel Alderete de Nova União, que Eduardo, más conocido como “Dudu” se encargó de sus graduaciones de cinturón violeta a negro.
Dudu los dejó entrenar en su gimnasio “United MMA Fight Center” (actualmente "United Fight Center"). Ahí Matías empezó a dar clases mientras competía en el circuito nacional de BJJ y podía ahorrar suficiente dinero para pagar los costos para competir afuera de Argentina. Viajaba a Brasil y los Estados Unidos para ponerse a prueba en esos torneos. (CBJJ, IBJJF Rio Open, CBJJE Worlds, Abu Dhabi Grand Slam en Londres y Rio, World Pro, IBJJF Worlds, etc.)

## Campeonatos y logros
| Puesto            | Campeonato                           | Año  | Observación |
| ----------------- | ------------------------------------ | ---- | ----------- |
| Medalla de oro    | IBJJF London Fall International Open | 2024 |             |
| Medalla de plata  | IBJJF Lisbon International Open      | 2024 |             |
| Medalla de oro    | IBJJF Charleston Open                | 2022 |             |
| Medalla de oro    | IBJJF Dallas Open                    | 2022 |             |
| Medalla de bronce | IBJJF Indianapolis Open              | 2022 |             |
| Medalla de plata  | CBJJ Brazilian Nationals             | 2019 | marrón      |
| Medalla de plata  | IBJJF Rio Winter Open                | 2018 | marrón      |
| Medalla de bronce | CBJJ Brazilian Nationals             | 2018 | marrón      |
| Medalla de oro    | CBJJ Brazilian Team Nationals        | 2016 | violeta     |
| Medalla de bronce | CBJJ Rio Open                        | 2013 | azul        |

| Puesto            | Campeonato                         | Año  | Observación      |
| ----------------- | ---------------------------------- | ---- | ---------------- |
| Medalla de oro    | AJP South America Continental Pro  | 2023 |                  |
| Medalla de oro    | AJP South America Continental Pro  | 2022 |                  |
| Medalla de bronce | AJP Abu Dhabi World Pro            | 2022 |                  |
| Medalla de plata  | UAEJJF Abu Dhabi Grand Slam London | 2019 | marrón           |
| Medalla de oro    | AJP Tour Argentina National        | 2023 | Gi               |
| Medalla de oro    | UAEJJF Argentina National Pro      | 2017 | violeta          |
| Medalla de oro    | UAEJJF Argentina National Pro      | 2016 | violeta          |
| Medalla de oro    | UAEJJF Abu Dhabi Trial             | 2012 | blanco categoría |
| Medalla de bronce | UAEJJF Abu Dhabi Trial             | 2012 | blanco absoluto  |
| Medalla de bronce | UAEJJF Argentina Open              | 2012 | blanco           |

| Puesto            | Campeonato          | Año  | Observación       |
| ----------------- | ------------------- | ---- | ----------------- |
| Medalla de oro    | Metropolitano CBJJE | 2017 | violeta           |
| Medalla de oro    | Argentina Open      | 2016 | violeta categoría |
| Medalla de oro    | Argentina Open      | 2016 | violeta absoluto  |
| Medalla de oro    | Argentina Open      | 2014 | azul              |
| Medalla de oro    | Argentina Open      | 2013 | azul              |
| Medalla de bronce | CBJJE Mundial       | 2014 | azul              |

| Puesto            | Campeonato                       | Año  | Observación       |
| ----------------- | -------------------------------- | ---- | ----------------- |
| Medalla de oro    | Abierto Ciudad de Pilar          | 2021 | categoría         |
| Medalla de oro    | Abierto Ciudad de Pilar          | 2021 | absoluto          |
| Medalla de oro    | Cordoba BJJ PRO                  | 2020 |                   |
| Medalla de oro    | Copa Prime Esportes              | 2019 | marrón categoría  |
| Medalla de oro    | Copa Prime Esportes              | 2019 | marrón absoluto   |
| Medalla de oro    | 1.ª etapa Circuito Metropolitano | 2019 | marrón categoría  |
| Medalla de oro    | 1.ª etapa Circuito Metropolitano | 2019 | marrón absoluto   |
| Medalla de oro    | Copa Mercosur                    | 2016 | violeta categoría |
| Medalla de oro    | Copa Mercosur                    | 2016 | violeta absoluto  |
| Medalla de oro    | Copa Ronin                       | 2015 | violeta absoluto  |
| Medalla de oro    | Mar del Plata Open               | 2015 | violeta categoría |
| Medalla de oro    | Mar del Plata Open               | 2015 | violeta absoluto  |
| Medalla de oro    | Copa 360                         | 2015 | violeta categoría |
| Medalla de oro    | Copa 360                         | 2015 | violeta absoluto  |
| Medalla de oro    | Copa Mercosur                    | 2015 | violeta categoría |
| Medalla de oro    | Copa Mercosur                    | 2015 | violeta absoluto  |
| Medalla de oro    | 2.ª Copa Vida BJJ                | 2014 | violeta categoría |
| Medalla de oro    | 2.ª Copa Vida BJJ                | 2014 | violeta absoluto  |
| Medalla de oro    | Villa Gesell Open                | 2014 | violeta categoría |
| Medalla de oro    | Villa Gesell Open                | 2014 | violeta absoluto  |
| Medalla de plata  | Copa Challenger                  | 2015 | violeta absoluto  |
| Medalla de bronce | Copa Mercosur                    | 2014 | azul absoluto     |
| Medalla de oro    | Copa Mercosur                    | 2014 | azul              |
| Medalla de oro    | Mar del Plata Jiu Jitsu Classic  | 2014 | azul categoría    |
| Medalla de oro    | Mar del Plata Jiu Jitsu Classic  | 2014 | azul absoluto     |
| Medalla de oro    | Copa Mario Sukata                | 2013 | azul              |
| Medalla de oro    | Copa Gruge                       | 2013 | azul              |
| Medalla de oro    | Copa Mercosur                    | 2013 | azul              |
| Medalla de oro    | Copa 360 (Rosario)               | 2013 | azul              |
| Medalla de oro    | Copa Universo MMA                | 2013 | azul              |
| Medalla de oro    | Copa Helio Gracie                | 2013 | azul              |
| Medalla de oro    | Mar del Plata Jiu Jitsu Classic  | 2012 | blanco            |
| Medalla de oro    | Copa Ciudad de Santa Fe          | 2012 | blanco juvenil    |
| Medalla de oro    | Copa Mercosur                    | 2012 | blanco juvenil    |
| Medalla de oro    | Copa Gruge                       | 2012 | blanco            |
| Medalla de oro    | Copa Ronin                       | 2012 | blanco Gi         |
| Medalla de oro    | Copa Ronin                       | 2012 | blanco No Gi      |